# ديك مايلز
ديك مايلز (بالإنجليزية: Dick Miles)‏ هو لاعب تنس الطاولة وكاتب أغاني أمريكي، ولد في 12 يونيو 1925 في مانهاتن في الولايات المتحدة، وتوفي في 12 أكتوبر 2010.

## وصلات خارجية
- ديك مايلز على موقع منظمة تنس الطاولة العالمي (الإنجليزية)